# 2023
El 2023 (MMXXIII) va ser un any comú començat en diumenge. És el 2023è any de l'Era comuna o de l'Era cristiana, el 23è any del tercer mil·lenni i el 4t any de la dècada del 2020.

## Esdeveniments previstos
- 3 de març - Es compleixen 100 anys de la primera publicació de la Revista Time[1]
- 14 d'octubre - Eclipsi solar anul·lar.
- S'acabarà la construcció del Kanal İstanbul.
- S'acabarà la construcció del túnel submarí de més de 10 km de Sandoy, a les illes Fèroe

### Política i eleccions
A la primavera van tenir lloc les eleccions al Consell General d'Andorra de 2023 i al maig, les eleccions municipals espanyoles de 2023.

## Efemèrides
- 20 de juliol - Centenari de l'assassinat de Pancho Villa, líder revolucionari que va dirigir la zona Nord de Mèxic durant la Revolució Mexicana.[3]

## Gener
- 1 de gener - 
  - Croàcia esdevé el vint-i-setè membre de l'espai Schengen, després que la Unió Europea acceptés la seva entrada el 8 de desembre del 2021.[4]
  - Uzbekistan adopta l'alfabet llatí.
- 5 de gener - funeral del papa Benet XVI.
- 8 de gener - Brasília, Brasil: partidaris de l'expresident Jair Bolsonaro perpetren un assalt civil als edificis federals de la Plaça dels Tres Poders.[5]
- 17 de gener – Nguyễn Xuân Phúc renuncia com a president del Vietnam.
- 25 de gener – Chris Hipkins succeeix Jacinda Ardern com a primer ministre de Nova Zelanda,[6][7]
- 27 de gener –
  - Protestes a Israel contra el Govern per les mesures presses per aquest i l'escalada entre Israel i Palestina.[8][9][10]
  - Eleccions a Txèquia.[11]
- 30 de gener – Atemptat terrorista contra una mesquita a Peshawar, Khyber Pakhtunkhwa, el Pakistan, mata un mínim de 101 persones i n'injuria unes 220 més.[12][13][14]

## Febrer
- 2 de febrer – El Banc Central Europeu apuja els tipus d'interès.[15]
- 3 de febrer – Crisi als Estats units pel suposat albirament d'un globus espia xinès sobrevolant bases secretes militars estatunidenques.
- 6 de febrer – Un terratrèmol al nord de Síria i Turquia de magnitud 7,8 en l'escala de Ritcher deixa prop de 26.000 morts, en una de les pitjor catàstrofes naturals de la dècada.[16][17]

## Maig
- 3 de maig: El Lluçanès es converteix en la 43a comarca de Catalunya.[18]

## Naixements
Països Catalans
Resta del món

## Necrològiques
Categoria principal: Morts el 2023
Països Catalans
- 1 de gener - Barcelona: Jaume-Patrici Sayrach i Fatjó dels Xiprers, sacerdot catòlic, polític, escriptor i editor català (n. 1929).
- 3 de gener - Barcelona: Sergi Schaaff i Casals, realitzador i director de televisió català (n. 1937).
- 7 de febrer - Teià: Toni Batllori, dibuixant d'humor i caricaturista català (n. 1951).
- 16 de gener - Barcelona: Ramon Coll i Huguet, pianista menorquí (n. 1941).
- 17 de gener - Fortià: Josep Rahola i d'Espona, industrial i polític català (n. 1918).
- 20 de gener - Cochabamba: Xavier Albó i Corrons, sacerdot jesuïta, antropòleg i lingüista català (n. 1934).
- 22 de gener - Barcelona: Agustí Villaronga, director de cinema i guionista mallorquí (n. 1953).
- 24 de gener - Cubelles: Mònica Miquel i Serdà, política catalana, diputada i alcaldessa de Cubelles (n. 1962).
- 25 de gener - València: Vicent Salvador i Liern, poeta, assagista i filòleg valencià (n. 1951).
- 27 de gener - Reus: Gerard Escoda Nogués, futbolista català (n. 1972).
- 28 de gener - Barcelona: Xavier Rubert de Ventós, filòsof, escriptor i polític català (n. 1939).
- 5 de febrer - Barcelona: Josep Maria Espinàs i Massip, escriptor, periodista i editor català (n. 1927).
- 10 de febrer - Palma: Andreu Muntaner i Darder, geòleg, fotògraf, col·leccionista i divulgador de la història de la imatge a les Illes Balears (n. 1926).
- 22 de febrer - Blanes: Maria Dolors Oms i Bassols, alcaldessa de Blanes (n. 1940).[19]
- 23 de febrer - Eivissa: Joan Prats Bonet, arquitecte eivissenc (n. 1942).
- 2 de març - Sabadell: Josep Molins i Montes, atleta català (n. 1933).
- 4 de març - Barcelonaː Ricard Torrents i Bertrana, assagista, traductor i crític literari català, un dels principals estudiosos de Jacint Verdaguer i primer rector de la Universitat de Vic (n. 1937).
- 5 de març - Barcelona: Ricard Torrents, assagista, traductor i crític literari català (n. 1937).
- 11 de març - Antoni Serra i Bauçà, escriptor, crític literari i periodista mallorquí (n. 1936).
- 12 de març - Vic: Jaume Medina i Casanovas, filòleg, llatinista, escriptor, traductor i poeta català (n. 1949).
- 15 de març - Cardedeu: Fèlix Millet i Tusell, empresari català (n. 1935).
- 22 de març - Teresa Sempere Jaén, política valenciana (n. 1947).
- 25 de març - Barcelona: Jesús Mestre i Godes, historiador (n. 1925).[20]
- 5 d'abril - Barcelona: Josep Navarro i Vives, pintor català (n. 1931).
- 6 d'abril - Madrid: Josep Piqué i Camps, polític, economista i professor universitari català (n. 1955).
- 10 d'abril - Figueres: Víctor Jou i Andreu, empresari i promotor musical català (n. 1939).
- 20 d'abril - Barcelona: Josep Maria Fusté i Blanch, futbolista català (n. 1941).
- 2 de maig - Ruth Porta Cantoni, política balear (n. 1957).
- 12 de maig - Granes: Remei Oliva, exiliada i mare a la Maternitat d'Elna (n. 1918).[21]
- 14 de maig - Barcelona: Ferran Olivella i Pons, futbolista català (n. 1936).
- 27 de maig - Barbastre: Màrius Díaz i Bielsa, primer alcalde de Badalona després de la Transició (n. 1933).
- 29 de maig - Barcelona: Lluís Llongueras Batlle, perruquer i artista polifacètic català (n. 1936).
- 8 de juny - Tarragona: Lluís Raventós Artés, sacerdot i escriptor català (n. 1933).
- 14 de juny - Barcelona: Jordi Porta i Ribalta, filòsof i activista cultural català (n. 1936).
- 29 de juny - Barcelona: Roger Alier i Aixalà, historiador i crític musical català (n. 1941).
- 10 de juliol - Barcelona: Núria Sales i Folch, historiadora catalana (n. 1933).
- 15 de juliol - Barcelona: Francisco Ibáñez Talavera, dibuixant català de còmics, creador de Mortadel·lo i Filemó (n. 1936).
- 27 de juliol - Premià de Mar: Didier Lourenço, pintor, litògraf i escultor català (n. 1968).
- 3 d'agost - es Mercadal, Menorcaː Àgueda Vadell Pons, restauradora menorquina.[22]
- 5 d'agost:
  - Xavier Gabriel i Lliset, empresari català, propietari de La Bruixa d'Or (n. 1957).[23]
  - Carmen Herrero Vicent, oncòloga valenciana (n. 1986).
- 17 d'agost - Madrid: Guillem Timoner Obrador, ciclista mallorquí (n. 1926).[24]
- 19 d'agost - Barcelona: Jaume Serrats i Ollé, periodista, advocat i professor universitari català (n. 1944).
- 3 de setembre - M. Carme Junyent, lingüista catalana (n. 1955).[25]
- 14 de setembre - Barcelona: Antoni Vila i Casas, empresari, divulgador de la indústria farmacèutica i mecenes català (n. 1930).
- 1 d'octubre - Palma: Jaume Bover Pujol, pedagog, bibliotecari i escriptor mallorquí (n. 1945).
- 6 de novembre:
  - Escaldes - Engordany: Antoni Martí Petit, arquitecte i polític andorrà, cap de Govern del Principat d'Andorra (2011-2019) (n. 1963).
  - Campdevànol: Antoni Moll Camps, escriptor i traductor, considerat el «Patriarca de les lletres menorquines» (n. 19126).
- 18 de novembre - Tiana: Concepció Carreras i Fontserè, bibliotecària catalana (n. 1927).
- 29 de novembre - Barcelona: Joan B. Culla, historiador català (n. 1952).
- 30 de novembre:
  - Barcelona: Joan Botam i Casals, sacerdot i caputxí, pare de l'ecumenisme a Catalunya (n. 1926).
  - Joan Moll Marquès, pianista mallorquí (n. 1936).
- 2 de desembre - Conca: Isabel Bas i Amat, il·lustradora i guionista catalana (n. 1933).
- 8 de desembre: Lloret de Mar: Itziar Castro, actriu catalana (n. 1977).[26]
- 9 de desembre - Girona: Carles Soler i Perdigó, eclesiàstic català, bisbe de Girona (n. 1953).
- 11 de desembre - Eduard Rius i Pey, metge i polític català (n. 1953).
- 14 de desembre - Sitges: Daniela Costa, actriu catalana (n. 1981).
- 26 de desembre - Thais Hernández, cantant de flamenc catalana (n. 1988).
- 31 de desembre - Barcelona: Colita, fotògrafa catalana (n. 1940).[27]

Resta del món
- 2 de gener - Park City, Utah: Ken Block, pilot d'automobilisme i un dels fundadors de DC Shoes (n. 1967).
- 3 de gener - Sevilla: Elena Huelva Palomo, activista contra el càncer, influencer i escriptora espanyola (n. 2002).
- 4 de gener:
  - Madrid: Nicolás Redondo, sindicalista i polític espanyol (n. 1927).
  - Garmisch-Partenkirchen: Rosi Mittermaier, esquiadora alpina alemanya, que destacà en els Jocs Olímpics d'Hivern de 1976 (n. 1950).
- 5 de gener - Toronto: Michael Snow, artista canadenc, considerat el pioner del videoart (n. 1928).
- 12 de gener - West Hills: Lisa Marie Presley, actriu i cantant nord-americana (n. 1968).
- 16 de gener - Roma: Gina Lollobrigida, actriu i reportera fotogràfica italiana (n. 1927).
- 17 de gener - Toló: Lucile Randon, supercentenària occitana (n. 1904).
- 6 de febrer - Praga: Květa Pacovská, pintora, escultora i il·lustradora txeca (n. 1928).[28]
- 9 de febrer - Marcos Alonso Peña, futbolista càntabre (n. 1959).
- 10 de febrer:
  - Madrid: Carlos Saura Atarés, director de cinema espanyol (n. 1932).
  - Los Angeles: Raquel Welch, actriu nord-americana (n. 1940).
- 28 de març - Tòquio (Japó): Ryūichi Sakamoto, compositor i actor japonès.[29]
- 13 d'abril - Farley Green: Mary Quant, dissenyadora de moda britànica, inventora de la minifaldilla (n. 1934).
- 5 de maig, Lahti: Siiri Rantanen, esquiadora de fons finlandesa de les dècades 1950/60.[30]
- 24 de maig - Küsnacht, Suïssa: Tina Turner, cantant estatunidenca de rock i soul (n. 1939).
- 12 de juny - Milà: Silvio Berlusconi, empresari i polític italià (n. 1936).
- 1 de juliol - Dniprò: Viktòria Amèlina, escriptor i activista ucraïnès (n. 1986).
- 11 de juliol - Brno, Milan Kundera, escriptor txec (n. 1929).
- 16 de juliol - París: Jane Birkin, cantant, actriu i directora de cinema anglesa (n. 1946).
- 24 de juliol - Tòquio: Seiichi Morimura, escriptor japonès (n. 1933).
- 26 de juliol - Überlingen: Martin Walser, escriptor alemany (n. 1927).
- 31 de juliol - París: Sophie Fillières, guionista i director francès (n. 1964).
- 3 d'agost - Nova York : Mark Margolis, actor estatunidenc (n. 1939).
- 4 d'agost - Barcelona: Jango Edwards, actor, cantant i showman estatunidenc (n. 1950).
- 5 d'agost - París: Hélène Carrère d'Encausse, historiadora i política francesa (n. 1929).
- 7 d'agost:
  - Ferentillo: Mario Tronti, filòsof i polític italià (n. 1931)
  - Los Angeles: William Friedkin, director de cinema, guionista i productor estatunidenc (n. 1935).
- 8 d'agost - Detroit: Sixto Diaz Rodríguez, cantautor estatunidenc (n. 1942).
- 9 d'agost:
  - Quito: Fernando Villavicencio, polític i periodista equatorià (n. 1963).
  - Belgrad: Aleksandar Matanović, jugador d'escacs serbi (n 1930).
- 10 d'agost - Roma: Michela Murgia, escriptora, dramaturga, crítica literària i tertuliana televisiva sarda (n. 1972).
- 12 d'agost - Estocolm: Berit Lindholm, soprano sueca (1934).
- 14 d'agost:
  - Milà: Francesco Alberoni, sociòleg, periodista i escriptor italià (n. 1929).
  - László Zarándi, velocista hongarès (n. 1939).
- 15 d'agost - Wiesbaden: Klaus Bugdahl, ciclista de carretera alemany, pistard i gestor esportiu (n. 1934).
- 16 d'agost:
  - Savona: Renata Scotto, soprano i director teatral italià (1934).[31]
  - San Francisco: Howard Saul Becker, sociòleg estatunidenc (n. 1928).
- 17 d'agost:
  - Madrid: Guillem Timoner Obrador, pistard espanyol (n. 1926).
  - John Devitt, nedador australià (n. 1937).
- 19 d'agost:
  - John Warnock, informàtic, matemàtic i executiu d'empreses estatunidenc (n. 1940).
  - Jean-Claude Nallet, corredor i velocista francès (n. 1947).
  - Ascoli Piceno: Carlo Mazzone, entrenador de futbol italià i exfutbolista (n. 1937).
- 21 d'agost - Serguei Babkov, jugador i entrenador de bàsquet rus (n. 1967).
- 22 d'agost:
  - Amhirst: Calyampudi Radhakrishna Rao, estadístic indi (n. 1920).
  - Milà: Toto Cutugno, cantautor, compositor i lletrista italià (n. 1943).
- 24 d'agost - Clermont: Bray Wyatt, lluitador estatunidenc (n. 1987).
- 25 d'agost - Ponteranica: Armando Pellegrini, ex ciclista de carretera i pistard italià (n. 1933).
- 26 d'agost - Londrina: Geraldo Majella Agnelo, cardenal i arquebisbe catòlic brasiler (n. 1923).
- 29 d'agost - Montevideo: Waldemar Victorino, futbolista uruguaià (n. 1952).
- 30 d'agost:
  - Jan Jongbloed, futbolista holandès (n. 1940).
  - Puebla de Zaragoza, Mèxic: Montserrat Galí i Boadella, historiadora de l'art mexicana d'origen català (n. 1947).[32]
- 2 de setembre - Bamako: Salif Keïta, futbolista malià (n. 1946).
- 5 de setembre - Madrid: María Teresa Campos, periodista andalusa (n. 1941).
- 6 de setembre - Wisconsin: Richard Davis, Contrabaixista americà (n. 1930).
- 7 de setembre - Impruneta: Margherita Rinaldi, soprano italià (n. 1935).
- 9 de setembre - Bastia: Max Simeoni, polític francès (n. 1929).
- 10 de setembre - Hampton Lucy: Ian Wilmut, biòleg britànic (n. 1944).
- 12 de setembre - Barcelona: Roser Amadó i Cercós, arquitecta catalana (n. 1944).[33]
- 20 de setembre - Jena, Alemanya: Ruth Fuchs, atleta alemanya (n. 1946).[34]
- 27 de setembre
  - Witham: Michael Gambon actor irlandès (n. 1940).
  - Londres: Pat Arrowsmith, escriptora i activista per la pau (m. 1930).[35]
- 29 de setembre - Washington: Dianne Feinstein política dels EUA (n. 1933).
- 30 de setembre - Damasc: Khaled Khalifa, escriptor i poeta sirià (n. 1964).
- 1 d'octubre
  - Patricia Janečková, soprano eslovaca (n. 1998).
  - Branford: Beverly Willis, arquitecte, pintor i artista nord-americà (n. 1928).
- 4 d'octubre - Telesphore Placidus Toppo, cardenal i arquebisbe catòlic indi (n 1939).
- 19 d'octubre - Gaza, Franja de Gaza: Jamila Abdallah Taha al-Shanti, política palestina i membre de Hamàs (n. 1955).[36]
- 28 d'octubre - Los Angeles: Matthew Perry, actor estatunidenco-canadenc (n. 1969).[37]
- 11 de novembre - Kavajë: Raphael Dwamena, futbolista ghanès (n. 1995).
- 23 de novembre - Eivissa: Antoni Marí Calbet, metge i polític eivissenc (n. 1932).[38]
- 30 de novembre
  - Dublín, (Irlanda): Shane MacGowan, cantant i músic irlandès conegut per ser el cantant i autor de bona part de les cançons de la banda londinenca The Pogues (n. 1957).[39]
  - Kent: Henry Kissinger, polític estatunidenc, Premi Nobel de la Pau de l'any 1973 (n. 1923).
- 2 de desembre - Majadahonda: Concha Velasco, actriu, ballarina, cantant i presentadora de televisió espanyola (n. 1939).
- 16 de desembre - París: Toni Negri, politòleg, filòsof i pensador postmarxista italià (n. 1933).[40]
- 17 de desembre - Madrid: José Luis Abellán García-González, historiador de la filosofia i de les idees, i assagista espanyol (n. 1933).
- 27 de desembre - París: Jacques Delors, polític francès, president de la Comissió Europea. Premi Internacional Catalunya de l'any (n. 1925).[41]

## 2023 en la ficció
El videojoc Perfect Dark està ambientat en un 2023 en el qual dos races alienígenes estan en guerra.